# Fischermanns Orchestra
Das Fischermanns Orchestra ist ein großformatiges Schweizer Street-Jazz Ensemble aus Luzern.
Stilistisch ist die Band zwischen Modern Creative und World Music einzuordnen. Es handelt sich um „eine echte Brassband – mit geballter Bläserpower, mit Snare- und Bassdrum, mit rockendem Rhythmus, mit Witz und Chaos und zirzensischer Lust.“ Das Fischermanns Orchestra ist eines der wenigen Ensembles im deutschsprachigen Raum, welches mit den Improvisationstechniken ähnlich dem Soundpainting arbeitet. Neben den Musikern sind auch bildende Künstler und Videokünstler Mitglieder der Band.

## Bandgeschichte
Das Fischermanns Orchestra wurde 2007 von Thomas Reist und Philipp Z’Rotz gegründet. Nach einem Projekt der Hochschule Luzern und des Jazz Festival Willisau gemeinsam mit der Band The Himalajas des amerikanischen Schlagzeugers Kenny Wollesen gründeten sie eine eigene Street Band. Erste Konzerte fanden in der Luzerner Innenstadt statt.
In den ersten Jahren trat das Fischermanns Orchestra in wechselnder Grösse auf, ab 2013 waren es jeweils dieselben 11 Musiker. Ebenfalls 2013 löste Simon Petermann Philipp Z’Rotz als musikalischen Leiter ab.
2018 spielte das Fischermanns Orchestra zum 10-jährigen Bandjubiläum wieder beim Jazz Festival Willisau, diesmal im Hauptprogramm. Im selben Jahr trat die Band gemeinsam mit Bruno Spoerri und D. Andrew Stewart in der Jazzwerkstatt Bern auf.
2019 baute das Fischermanns Orchestra eine Probehaus für die freie Luzerner Musikszene.
„Die Tradition des Vienna Art Orchestras und des Willem Breuker Kollektiefs haben dank Fischermanns Orchestra eine Zukunft.“ Das Fischermanns Orchestra spielt Konzerte in ganz Europa, 2013 und 2018 unternahm die Band auch Tourneen nach Südamerika.

## Bandmitglieder

### Musiker
- Samuel Blatter Gesang, Synthesizer, Komposition, Dirigent
- Bodo Maier Trompete, Komposition
- Samuel Blättler Trompete
- Lino Blöchlinger Altsaxophon, Basssaxophon, electronics
- Sebastian Strinning Tenorsaxophon, Bassklarinette, Komposition
- Simon Petermann, Posaune, Dirigent, Musikalischer Leiter
- Dominic Landolt Gitarre, Komposition
- Urban Lienert Elektrischer Bass
- Reto Eisenring Kleine Trommel, Schlagzeug
- Thomas Reist Basstrommel, Schlagzeug; Bandleader
- Kohei Yamaguchi Filmemacher

### Special Projects
- Bruno Spoerri, Saxophone, electronics

### Ehemalige Mitglieder
- Antonia Meile Filmemacher
- Jan Buchholz Filmemacher
- Ani Leidner Zeichnungen / Performance
- Martina Berther, E-Bass
- Victor Hege, Sousaphon
- Philipp Z’Rotz, Tenorsaxophon, Musikalischer Leiter

## Veröffentlichungen

### Musik
- 2023 Space Friction (Enja)[1]
- 2018 Tiefenrausch (Unit Records)
- 2015 Colombia (Unit Records)
- 2012 Wildfang (Unit Records)
- 2012 Conducting Sessions (Unit Records)
- 2011 Destination Unknown
- 2008 Live!

### Filme
- 2015 Lost in Circles
- 2014 Spin
- 2014 Pegadito
- 2013 Tokio Filter
- 2011 Head-Camera Video-Project
- 2011 Ein Platz im Bus
- 2010 Conducting Session
- 2009 Flip Flop Tour

## Auszeichnungen
- 2018 Selektive Förderung Kanton Luzern[13]
- 2014 Jazzpreis Luzern[14]